# Rezervația naturală strictă Tsingy de Bemaraha
Rezervația naturală strictă Tsingy de Bemaraha este o rezervație naturală situată în apropierea coastei de vest a Madagascarului în regiunea Melaky la 18°40′S 44°45′E / 18.667°S 44.750°E. Zona a fost inclusă pe listă ca sit al Patrimoniului Mondial UNESCO în 1990 datorită populațiilor unice geografie, păduri conservate mangrove și păsări sălbatice și lemur.

## Parcul Național
Capătul sudic al ariei protejate a fost ulterior transformat în Parcul Național Tsingy de Bemaraha, care acoperă 666 kilometri pătrați (257 mi2). Capătul nordic al ariei protejate rămâne ca o rezervație naturală strictă (Réserve Naturelle Intégrale) care acoperă 853 kilometri pătrați (329 mi2). 
Se caracterizează prin formațiuni calcaroase în formă de ac, deasupra stâncilor de peste râul Manambolo. Formațiunile de calcar incredibil de ascuțite pot tăia cu ușurință echipamentul și carnea, ceea ce face ca traversarea lor să fie extrem de dificilă. Cuvântul „Tsingy” este derivat dintr-un cuvânt local care înseamnă „locul în care nu se poate merge desculț”.

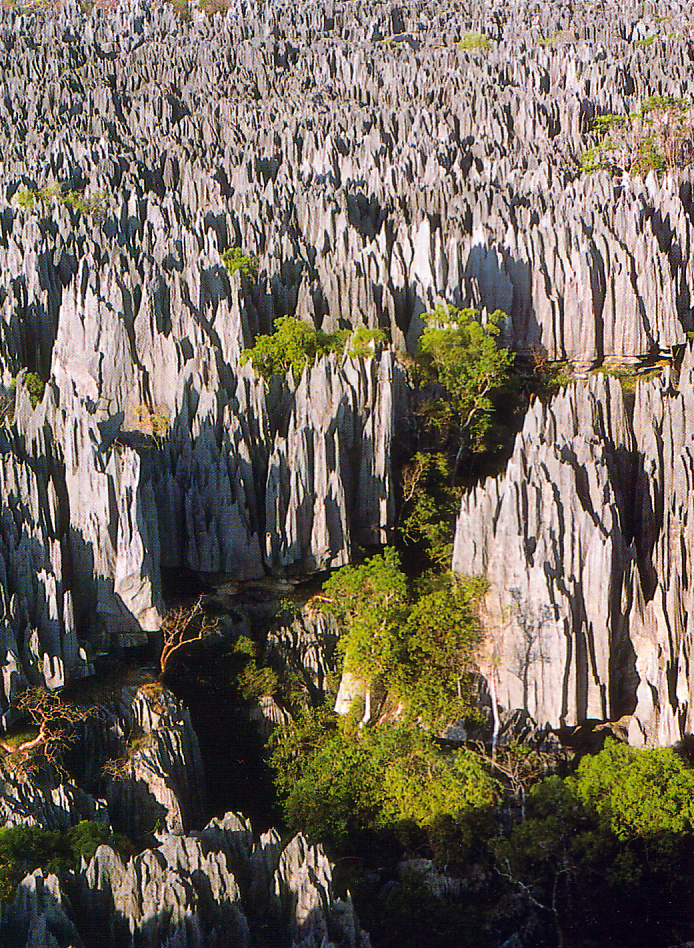
O vedere a parcului

## Turism
Turiștii pot accesa parcul național pe șosea din Morondava, un oraș situat la 150 km sud de parc. Accesul limitat este, de asemenea, posibil din orașul Antsalova, la care se poate ajunge cu avionul de la Antananarivo sau Mahajanga.